# چاه کناری
چاه کناری، روستایی از توابع بخش رودخانه شهرستان رودان در استان هرمزگان ایران است.

## جمعیت
این روستا در دهستان مسافرآباد قرار دارد و براساس سرشماری مرکز آمار ایران در سال ۱۳۸۵، جمعیت آن زیر سه خانوار بوده‌است.